# Stadła (Garb Tenczyński)
Stadła – wzgórze o wysokości 379 m n.p.m. Znajduje się na Garbie Tenczyńskim we wschodniej części miejscowości Kleszczów w Lesie Zabierzowskim w województwie małopolskim. Północno-zachodnie zbocze opada do Wąwozu Kochanowskiego, a południowo-wschodnie do wąwozu Zbrza.